# Piton des Neiges

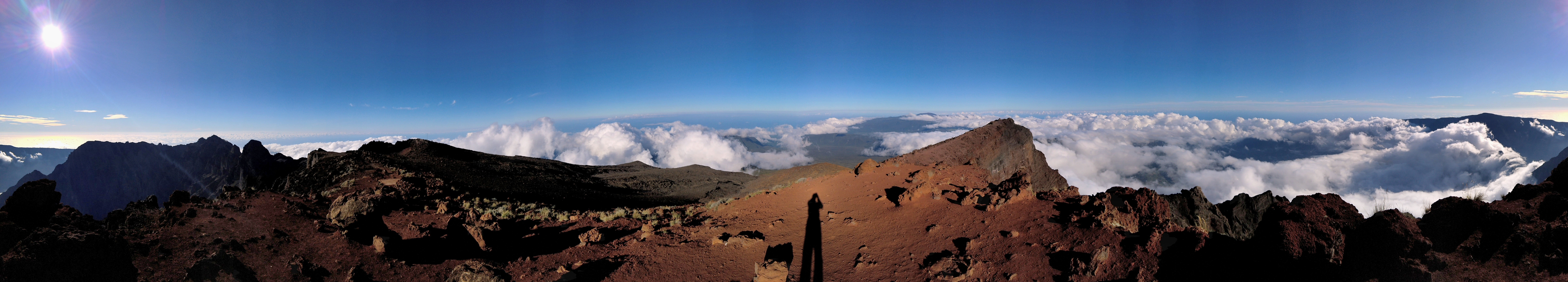
panoramatický výhled z Piton des Neiges, 18.3.2020

Piton des Neiges (3069 m n. m.) je vyhaslá štítová sopka na ostrově Réunion (francouzský vulkanický ostrov v souostroví Maskarény) v jihozápadním Indickém oceánu. Leží 800 km východně od pobřeží Madagaskaru. Jedná se o nejvyšší horu Réunionu a celého Indického oceánu.